# Die vom Niederrhein (film 1933)
Die vom Niederrhein è un film del 1933 diretto da Max Obal. La sceneggiatura si basa sul romanzo omonimo del 1903 di Rudolf Herzog, lavoro che era già stato portato sullo schermo nel 1925 con Die vom Niederrhein, film che aveva avuto tra gli interpreti Erna Morena e Fritz Kampers, attori che appaiono anche nel cast di questa versione del 1933.

## Trama
A Düsseldorf, Hans e Hanne vivono un amore contrastato: il giovane, erede di una ricca famiglia di industriali che si oppone a quella relazione, viene mandato a studiare ad Heidelberg. Nella città universitaria, Hans conosce Bettina, una cantante: dimenticando tutte le promesse fatte ad Hanne, il giovane è preso da quella nuova passione. Quando il padre di Hans muore, lui torna a casa e lì rivede la fidanzata. I suoi pensieri, però, corrono sempre a Bettina e, così, decide di ritornare ad Heidelberg. Hanne non vuole dimenticare e rifiuta una proposta di matrimonio.

## Produzione
Il film, che fu prodotto da Gabriel Levy per l'Aafa-Film AG di Berlino, fu girato allo Schloß Benrath, a Heidelberg, a Düsseldorf e in diversi località sul Reno.

## Distribuzione
Distribuito dall'Aafa-Film AG, uscì nelle sale cinematografiche tedesche il 24 novembre 1933.